# منزل كوتشة دبير الملك
منزل کوتشة دبير الملك (بالفارسية: خانه کوچه دبیرالملک) هو منزل تاريخي يعود إلى عصر القاجاريون، ويقع في طهران.